# Paige Hauschild
Pour les articles homonymes, voir Hauschild.
Paige Hauschild est une joueuse américaine de water-polo née le 17 août 1999 à Santa Barbara. Avec l'équipe des États-Unis, elle a remporté  la médaille d'or du tournoi féminin aux Jeux olympiques d'été de 2020 à Tokyo.
Elle est également championne du monde de water-polo en 2017 et 2019, vainqueur de la Ligue mondiale de water-polo en 2018, 2019 et 2021 et vainqueur de la Coupe du monde de water-polo en 2018.